# Urolka
L'Urolka (in russo Уролка?) è un fiume della Russia europea orientale, affluente di destra del fiume Kama (bacino idrografico del Volga). Scorre nel Territorio di Perm', nei rajon Usol'skij, Solikamskij e Čerdynskij.
La sorgente del fiume si trova sulle alture della Kama, nella parte occidentale del distretto Usol'skij. Scorre in direzione sud-orientale in una zona boschiva, il canale è estremamente tortuoso. Nei tratti inferiori forma ristagni e lanche. Sfocia nella Kama a 996 km dalla foce. Ha una lunghezza di 140 km, il suo bacino è di 2 010 km². Lungo il suo corso si trova il villaggio di Urolka.